# Unione Sportiva Ravenna 1987-1988
Questa pagina raccoglie le informazioni riguardanti l'Unione Sportiva Ravenna nelle competizioni ufficiali della stagione 1987-1988.

## Stagione
Nella stagione 1987-1988 il Ravenna ha disputato il girone C del campionato di Serie C2, piazzandosi in undicesima posizione con 30 punti in classifica. Il torneo è stato vinto con 51 punti dalla coppia composta da Perugia e Casarano, che hanno entrambe ottenuto la promozione in Serie C1. Confermato l'allenatore Francesco Brignani, il Ravenna non ha avuto l'impatto che voleva con la Coppa Italia e con il campionato, così il 20 dicembre dopo la sconfitta al Benelli (1-2) con il Bisceglie, viene esonerato il tecnico e chiamato al suo posto Gilberto Alvoni, una abituale ancora di salvezza giallorossa, che con pragmatismo e calma ha guidato il Ravenna ad una tranquilla salvezza, senza farsi invischiare nella bassa classifica. Miglior realizzatore di stagione Massimo Mezzini con 11 reti, delle quali 3 su calcio di rigore, ed il suo gemello del goal, Antonio Galasso autore di 10 reti, delle quali 9 segnate nel girone di ritorno, e con sole 19 presenze.
Nella Coppa Italia di Serie C il Ravenna, prima del campionato, ha disputato il girone G di qualificazione, che ha promosso ai sedicesimi di finale il Forlì. In questi gironi di qualificazione di Coppa Italia si sono fatti alcuni esperimenti regolamentari: la vittoria vale 3 punti, il pareggio porta direttamente ai calci di rigore, assegnando 2 punti al vincitore ed 1 punto allo sconfitto, il Ravenna esperimenta questo nuovo regolamento in due occasioni, il pareggio (1-1) con il Sassuolo che diventa (3-4), ed il pari interno (0-0) con il Suzzara che diventa (7-8).

## Rosa
| N. |                   | Ruolo | Calciatore         |
| -- | ----------------- | ----- | ------------------ |
|    | Italia (bandiera) | D     | Daniele Baldi      |
|    | Italia (bandiera) | A     | Francesco Boito    |
|    | Italia (bandiera) | P     | Andrea Brigliadori |
|    | Italia (bandiera) | C     | Silvio Budelacci   |
|    | Italia (bandiera) | C     | Alessandro Casadei |
|    | Italia (bandiera) | A     | Gianluca Drudi     |
|    | Italia (bandiera) | D     | Luigi Falco        |
|    | Italia (bandiera) | D     | Mirco Fantini      |
|    | Italia (bandiera) | C     | Alfredo Fulvi      |
|    | Italia (bandiera) | A     | Antonio Galasso    |
|    | Italia (bandiera) | D     | Flavio Gioria      |

| N. |                   | Ruolo | Calciatore         |
| -- | ----------------- | ----- | ------------------ |
|    | Italia (bandiera) | D     | Vincenzo Iannucci  |
|    | Italia (bandiera) | D     | Gianluca Lami      |
|    | Italia (bandiera) | C     | Biagio Lombardi    |
|    | Italia (bandiera) | P     | Luigino Mattarollo |
|    | Italia (bandiera) | A     | Massimo Mezzini    |
|    | Italia (bandiera) | A     | Massimo Montanari  |
|    | Italia (bandiera) | C     | Paolo Ottavi       |
|    | Italia (bandiera) | D     | Sergio Pasini      |
|    | Italia (bandiera) | C     | Pasquale Piccinin  |
|    | Italia (bandiera) | C     | Vincenzo Tagliente |
|    | Italia (bandiera) | A     | Massimo Tosoni     |

## Risultati

### Campionato

#### Girone di andata
| Arbitro: | Rocchi (Roma) |

|  |           |                          |
|  | Marcatori | 74’ Argentieri 88’ Arena |

| Arbitro: | Rausa (Cosenza) |

|              |           |                 |
| Di Renzo 85’ | Marcatori | 44’ B. Lombardi |

| Arbitro: | Tommasi (Pavia) |

|             |           |                            |
| Mezzini 36’ | Marcatori | 21’ Scardovi 58’ Menegatti |

| Arbitro: | Del Giudice (Napoli) |

|                |           |  |
| Di Michele 77’ | Marcatori |  |

| Arbitro: | Stilliti (Bergamo) |

|                      |           |              |
| Montanari 15’ (rig.) | Marcatori | 84’ P. Bolis |

| Arbitro: | Morello (Ragusa) |

|                             |           |  |
| Y. Mancini 4’ Garbuglia 37’ | Marcatori |  |

| Arbitro: | Griffo (Palermo) |

|                 |           |                         |
| Mezzini 8’, 34’ | Marcatori | 87’ (rig.) Pennacchioni |

| Arbitro: | Rossignoli (Firenze) |

|                                  |           |           |
| Ravanelli 34’, 78’ Valentini 86’ | Marcatori | 51’ Drudi |

| Ravenna 15 novembre 1987 9ª giornata | Ravenna         | 0 – 0 | Angizia Luco | Stadio Bruno Benelli\| Arbitro: \| Bortoli (Schio) \| |
| Arbitro:                             | Bortoli (Schio) |       |              |                                                       |

| Arbitro: | Cirotti (Roma) |

|  |           |               |
|  | Marcatori | 68’, 73’ Pepe |

| Arbitro: | G. Baldas (Trieste) |

|                            |           |  |
| Carpineta 65’ Fiorillo 75’ | Marcatori |  |

| Arbitro: | Sileo (Bergamo) |

|                      |           |  |
| B. Lombardi 52’, 92’ | Marcatori |  |

| Arbitro: | Risetti (Voghera) |

|          |           |  |
| Toma 79’ | Marcatori |  |

| Arbitro: | Gazzetta (Mestre) |

|                      |           |                            |
| Montanari 71’ (rig.) | Marcatori | 73’ D'Errico 89’ Del Zotti |

| Arbitro: | Destro (Novi Ligure) |

|                    |           |             |
| Volpini 90’ (rig.) | Marcatori | 23’ Mezzini |

| Arbitro: | Bencivenga (Torino) |

|                                              |           |  |
| Mezzini 42’ (rig.) Budelacci 44’ Galasso 52’ | Marcatori |  |

| Arbitro: | Falca (Pinerolo) |

|                          |           |  |
| Esposito 77’ D'Amico 87’ | Marcatori |  |

#### Girone di ritorno
| Arbitro: | Bettin (Padova) |

|                |           |  |
| Di Antonio 46’ | Marcatori |  |

| Arbitro: | Taverniti (Roma) |

|                           |           |              |
| Budelacci 14’ Galasso 28’ | Marcatori | 70’ Genovasi |

| Arbitro: | Mangerini (Brescia) |

|  |           |                             |
|  | Marcatori | 53’ Galasso 74’ B. Lombardi |

| Arbitro: | Pegoretti (Trento) |

|                                    |           |  |
| Galasso 8’ Mezzini 11’ (rig.), 56’ | Marcatori |  |

| Arbitro: | Cazzamalli (Milano) |

|            |           |           |
| Capone 70’ | Marcatori | 48’ Boito |

| Arbitro: | Introvigne (Conegliano) |

|             |           |  |
| Galasso 79’ | Marcatori |  |

| Arbitro: | Florio (Vasto) |

|                |           |  |
| Giacchetta 84’ | Marcatori |  |

| Arbitro: | Monni (Sassari) |

|            |           |                      |
| Mezzini 8’ | Marcatori | 44’ (rig.) Ravanelli |

| Arbitro: | A. Forte (Marsala) |

|  |           |             |
|  | Marcatori | 66’ Galasso |

| Gubbio 16 aprile 1988 27ª giornata | Gubbio         | 0 – 0 | Ravenna | Stadio San Biagio\| Arbitro: \| Cirotti (Roma) \| |
| Arbitro:                           | Cirotti (Roma) |       |         |                                                   |

| Arbitro: | Gargiulo (Napoli) |

|           |           |          |
| Falco 17’ | Marcatori | 6’ Vinci |

| Arbitro: | Bortoli (Schio) |

|            |           |             |
| Sandri 36’ | Marcatori | 13’ Galasso |

| Arbitro: | Brasca (Busto Arsizio) |

|                                        |           |                                                      |
| Fulvi 13’ Galasso 41’, 71’ Mezzini 72’ | Marcatori | 45’ Chionna 52’ (aut.) Falco 58’ Mazzeo 64’ Corrente |

| Arbitro: | Del Giudice (Napoli) |

|               |           |                    |
| De Bellis 74’ | Marcatori | 39’ (rig.) Mezzini |

| Ravenna 22 maggio 1988 32ª giornata | Ravenna            | 0 – 0 | Riccione | Stadio Bruno Benelli\| Arbitro: \| Curotti (Piacenza) \| |
| Arbitro:                            | Curotti (Piacenza) |       |          |                                                          |

| Arbitro: | Gagliano (Salerno) |

|                            |           |             |
| Corsini 11’ Marchionne 45’ | Marcatori | 16’ Mezzini |

| Arbitro: | Limone (Torino) |

|                             |           |             |
| Galasso 24’ B. Lombardi 32’ | Marcatori | 62’ Eritreo |

### Coppa Italia

#### Girone G
| Arbitro: | Chiesa (Livorno) |

|             |           |                              |
| Zamuner 20’ | Marcatori | 18’ Iannucci 42’ B. Lombardi |

| Arbitro: | Colbertardo (Bassano del Grappa) |

|                                                   |           |                                                 |
| Novelli 23’ Guerra 51’, 55’ Turola 81’ Merlin 90’ | Marcatori | 4’ B. Lombardi 41’ Budelacci 45’, 66’ Montanari |

| Arbitro: | Introvigne (Conegliano) |

|               |                      |           |
| Budelacci 60’ | Marcatori            | 34’ Cocca |
|               | Tiri di rigore 3 – 4 |           |

| Arbitro: | G. Baldas (Trieste) |

|                      |           |                          |
| Montanari 67’ (rig.) | Marcatori | 52’ Scardovi 89’ Zamuner |

| Arbitro: | Gazzetta (Mestre) |

|  |                      |  |
|  | Tiri di rigore 7 – 8 |  |

| Arbitro: | Curotti (Piacenza) |

|  |           |                 |
|  | Marcatori | 52’ B. Lombardi |